# Лорі соломонський
Лорі соломонський (Lorius chlorocercus) — вид папугоподібних птахів родини Psittaculidae. Ендемік Соломонових островів.

## Поширення
Вид поширений на сході архіпелагу Соломонових островів. Трапляється на островах Саво, Гуадалканал, Малаїта, Макіра (колишній Сан-Крістобаль), Улава, Укі, Овараха, Оварікі та Реннелл. Його природними середовищами існування є субтропічні або тропічні вологі рівнинні ліси та субтропічні або тропічні вологі гірські ліси.
Мешкає в первинних і вторинних лісах, але частіше зустрічається в первинних місцях існування і, здається, не використовує сільськогосподарське середовище, хоча спостерігається в межах міста Хоніара.

## Опис
Довжина папуги становить 28 см. В основному він червоного оперення з чорним на верхівці голови та зеленими крилами. Він має жовту поперечну смугу на верхній частині грудей і чорні плями у формі півмісяця з обох боків шиї. Має блакитно-зелені стегна та темно-сірі ноги. Є оранжево-червоний дзьоб, темно-сірі кільця та помаранчеві райдужні оболонки. Під крилами у птаха сині пір'я.